# 玛丽·雪莱
玛丽·沃斯通克拉夫特·雪莱（英語：Mary Wollstonecraft Shelley，婚前姓戈德温（Godwin）；1797年8月30日—1851年2月1日），英国著名小说家、短篇作家、劇作家、隨筆家、傳記作家及旅遊作家，因她在1818年创作哥德小說《科學怪人》（或譯《弗蘭肯斯坦》）而被誉为科幻小说之母。她是英国著名浪漫主义诗人和哲學家珀西·比希·雪莱的妻子，她亦有幫助她的丈夫編輯和推廣他的作品。玛丽的父親是政治哲學家威廉·戈德溫，母親是女性主義者和哲學家玛丽·沃斯通克拉夫特。
玛丽·戈德温的母親在她出生後11天逝世，她和她同母異父姊姊范妮·伊姆利由父親撫養成人。在她四歲時，她的父亲與鄰居瑪莉·簡·克萊爾蒙特結婚。父親為她的女兒提供豐富但非正式的教育，鼓勵她追隨他的自由政治理論。1814年，玛丽·戈德温與父親的追隨者－已婚的珀西·比希·雪萊開始發展關係。她們與玛丽的異父異母（仅法律上有亲缘关系）的妹妹克莱尔·克莱爾蒙特前往法國，然後在歐洲大陸旅遊，最後返回英國，當時玛丽已身懷六甲。接下來的兩年，他們面對放逐、負債和女兒夭折的困境。1816年雪萊的首任妻子自殺後，他們兩人便正式結婚。
1816年他們兩人與拜倫勛爵、拜伦的私人医生約翰·威廉·波里道利和克莱尔·克莱爾蒙特在瑞士日內瓦附近逗留了整個夏天，瑪麗在該地開始構思她的小說科學怪人。雪莱一家在1818年離開英國前往意大利，在她最後的孩子珀西·佛罗伦萨·雪莱出生前，她的第二和第三名孩子都先後死去。1822年，她丈夫在拉斯佩齊亞的海灣出海航行期間遇上風暴，他因船隻沉沒而淹死。一年後，玛丽返回英國並從那時起成為一個專業作家，以撫養唯一存活的兒子。她的最後十年受盡疾病纏擾，這些疾病可能由腦腫瘤引起，而腦腫瘤終結了她的生命，終年53歲。
直至1970年代，大部分人認識玛丽·雪莱的是因為她的科學怪人及幫助丈夫出書，而科學怪人一書更被廣泛閱讀，為許多戲劇和改編電影提供靈感。近年的學術研究為玛丽·雪莱的著作提供更全面的看法，學者對她其它文學作品的興趣日漸增加，尤其在小說方面，包括歷史小說瓦爾伯加（1823）和珀金·沃貝克（1830），末日小說最後的人（1826），以及她最後兩部小說洛多爾（1835）和法克纳（1837）。她鮮為人知的作品有旅遊書漫步在德國和意大利（1844）及給戴奥尼索斯·拉德纳珍藏本百科全書的傳記文章，為她屬於激進政治的說法提供了有力證據。玛丽·雪莱的作品常常主張合作與同情就是改革社會之道，特別是由家中婦女實行。這觀點直接挑戰他丈夫提倡的個人浪漫主義及他父親在啟蒙時代的政治理論。

## 生平

### 早年

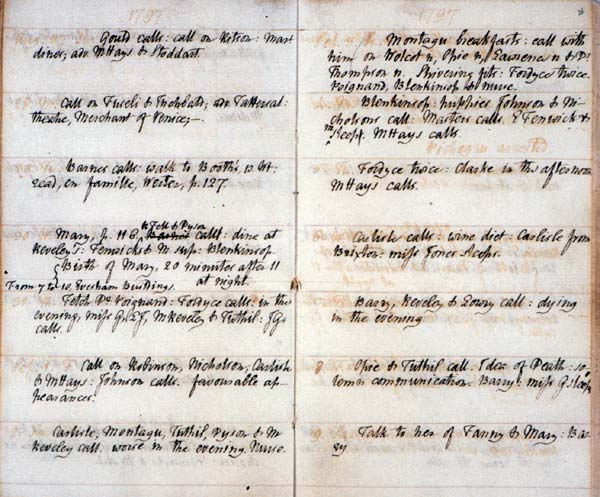
威廉·戈德溫日記的一頁寫著「晚上11時20分，玛丽出生」（左邊第四段）

玛丽·戈德温生於1797年的倫敦萨默斯鎮，是母親玛丽·沃斯通克拉夫特第二個孩子及父親威廉·戈德溫第一個孩子。在她出生後十一天，母親因產褥熱而逝世，她和同母異父姊姊范妮·伊姆利由父親撫養成人。姊姊是美國投機者吉尔伯特·伊姆利的女兒。瑪莉·吳爾史東克拉芙特死後一年，威廉·戈德溫以真誠和同情的敬意，出版了女權辯護作者傳一書，可是書中透露了吳爾史東克拉芙的事和私生子一事，他們被人們視為十分醜惡。玛丽·葛德文讀了此書和母親的書後，提到要好好珍惜母親的回憶。
從威廉·戈德溫的管家和護士路易莎·瓊斯的信件得知，玛丽最初的生活十分快樂。可是威廉·戈德溫常常負債，使他認為自己難以獨力撫養孩子，於是在1801年與已有兩名孩子且受過良好教育的玛丽・简・维埃尔・克莱蒙結婚。戈德溫大部分朋友都不喜歡他的第二任妻子，形容她性急又愛爭吵，但戈德溫全心全意的爱她，證明了這樁婚姻是成功的。可是玛丽·葛德文反感她的繼母，威廉·戈德溫的19世紀傳記作者凱根·保羅暗示她更偏心於自己的孩子。
同時，威廉·戈德温開設了出版社，除了售賣兒童讀物外，還售賣文具、地圖和遊戲。可是此事業並沒有獲利，戈德温被迫借貸來營運出版社。戈德溫貸還貸的方式使他的債務問題日益嚴重，終於1809年在絕望之際結束事業。他被關進負債人監獄，最終被哲學信徒如弗朗西斯·普莱斯等人借錢給戈德溫，把他挽救出來。

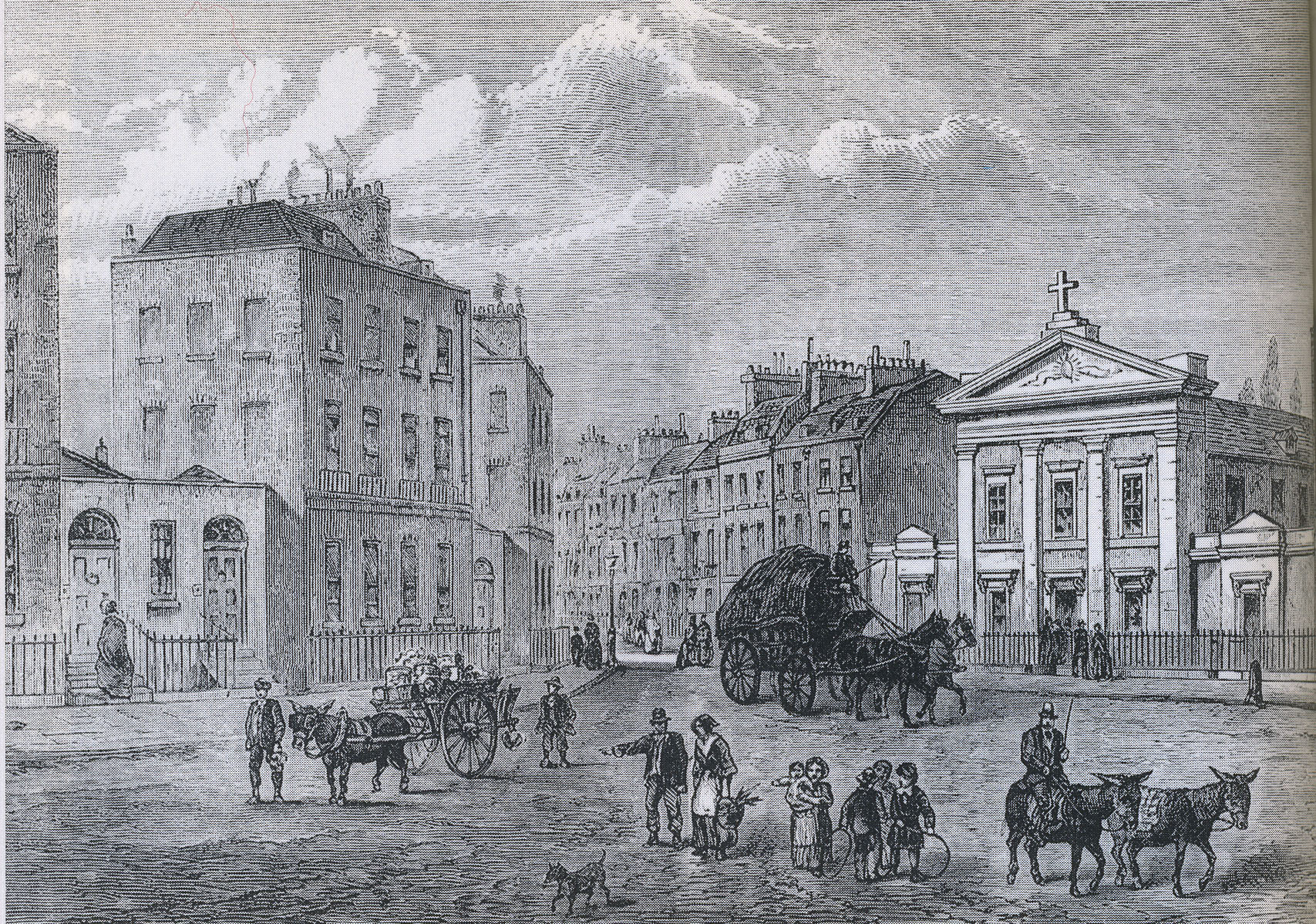
玛丽·雪莱出生及早年生活的地方

縱使玛丽·戈德温受到的正規教育很少，但他父親為她教授各式各樣的科目。他常帶著孩子外出接受教育，到訪父親的圖書館和會見拜訪他的知識份子，包括浪漫主義詩人塞繆爾·泰勒·柯勒律治和前美國副總統阿龍·伯爾。戈德溫承認他沒有按瑪莉·吳爾史東克拉芙特的理念的作品如女權辯護去教育孩子，但玛丽·戈德溫仍受到不尋常的先進教育。她有一個家庭女教师，这位老师讀過許多她父親介紹希臘和羅馬歷史的兒童讀物的原稿。在1811年，玛丽·戈德溫有6個月時間在拉姆斯盖特的寄宿學校度過。她15歲時被父親形容為「異常大膽，有些傲慢，心態積極。擁有追求知識的渴望，對遇到的事物抱著堅持不懈和不屈不撓的精神」。
1812年6月，父親送她去位於蘇格蘭鄧迪的激進派威廉·巴克斯特家中居住。巴克斯特寫道：「我很擔憂，她應該成為......一個哲學家，甚至憤世嫉俗的人。」學者推測她可能以健康理由被送去，以隐瞒生意上的捉襟见肘，或把她介绍给激進政治圈。玛丽·戈德温陶醉在巴克斯特家寬敞的住宅环境里，與他四名女兒結為好友，並在1813年夏天重返該地逗留10個月。在1831年的科學怪人引言中，她回憶：「我當時寫作－总是在最寻常的地方-在屬於我們房子的樹荫下，或在附近荒涼無樹的山上。那时我真诚的创作，新鲜的空气掠过我的腦海，作品诞生并蓬勃的成长。」

### 珀西·比希·雪萊

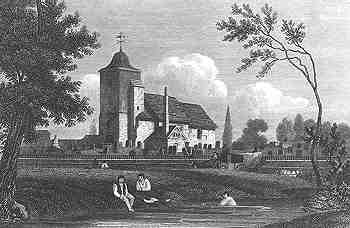
1814年6月26日的圣潘克拉斯老教堂，瑪莉在瑪莉·吳爾史東克拉芙特墓前向珀西·雪萊表達愛意。

瑪莉·戈德温在她兩次去訪蘇格蘭期間，可能首次與激進哲學詩人珀西·雪萊見面。當瑪莉在1814年3月30日第二次回家的時侯，雪萊已經疏遠她的妻子並定期與瑪莉見面，並答應幫戈德温家償還債務。珀西·雪萊信奉激進主義，汲取了戈德温的政治正义（1793）理念，在他的經濟學觀點上顯得特別激進。政治正义思想使他疏遠了他的富裕貴族家庭，他們希望雪萊继承贵族地主的傳統，但他卻希望奉獻大部分家族金錢幫助弱勢社群。由於家人不希望他浪費金錢實行他的政治正义計劃，因此他難以動用家族金錢直至他繼承家族遺產。在雪萊許下承諾的幾個月之後，他宣称他无力且无意替戈德温家償還債務。戈德温很生氣並覺得被背叛了。
17歲的瑪莉·戈德温和22歲的珀西·雪萊开始在圣潘克拉斯老教堂瑪莉·吳爾史東克拉芙特墓前私會，很快墜入愛河。瑪莉的父親試圖阻止兩人交往，以保护女兒的“清白”聲名，但同時他也明白如此一來雪莱就不會因為瑪莉而偿还戈德温的債務。玛丽后来在信中心情复杂的写到：“我的激进与浪漫受我父亲的影响”。瑪莉視珀西為她父母1790年代自由和改革主義的佼佼者，尤其是戈德温認為婚姻是强制性垄断的观点，他在1793年版的政治正義一書中对此进行了论证，但随后即收回。1814年7月28日，兩人連同瑪莉的妹妹克萊爾·克萊蒙秘密地前往法國，丟下珀西懷孕的妻子哈莉特在英國。
他們說服了追趕他們到加來的瑪麗·簡·戈德温（克萊爾·克萊蒙的母親），表示他們三人決定不回頭並旅行至巴黎，然後以驢子、騾子、馬車和雙腳穿越受到戰爭蹂躪的法國到達瑞士。1826年瑪莉回憶寫道「如小說中所写的一般，是活生生的浪漫主义」。旅程期間他們閱讀瑪莉·吳爾史東克拉芙特的著作，寫日記和繼續自己的寫作。到達琉森時因資金耗盡而被迫折返。他們走水路通過萊茵河，用陸路到達荷蘭港口馬斯勞斯，在1814年9月13日到達格雷夫森德。

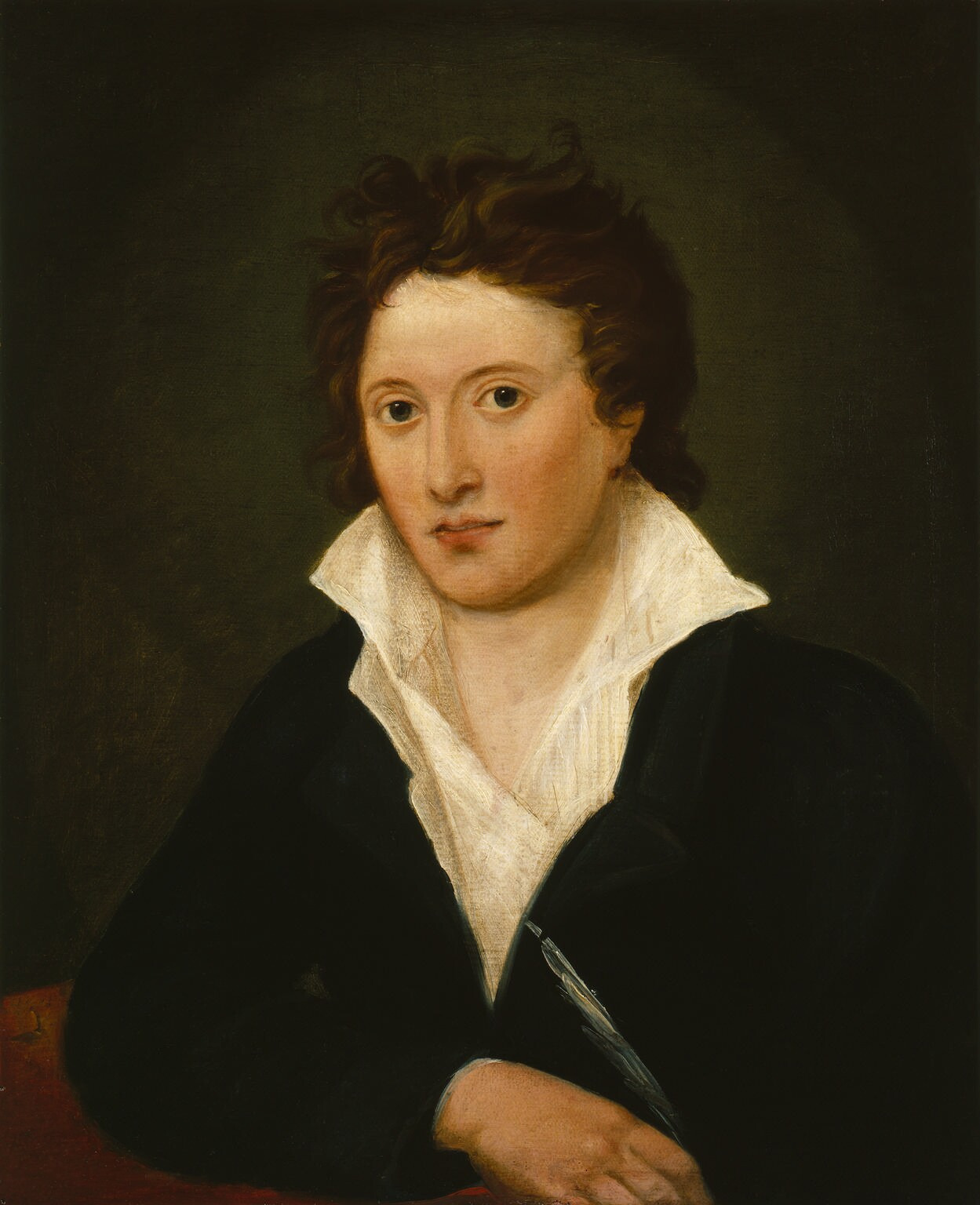
珀西·雪萊受到戈德文的政治正義一書（1793）的激進主義啟發，當詩人罗伯特·骚塞會見雪萊時，他覺得自己猶如同樣來自1790年代（阿梅莉亚·库兰所畫的珀西·雪萊，1819）

瑪莉·戈德温在英格蘭的境況複雜，遠超她本來預期的。在旅程前或旅行期間，她已懷孕了。他們兩人身無分文，戈德温拒絕伸出援手令瑪莉震驚不已。他們與克萊爾搬到蘇默斯鎮，後來到尼爾遜廣場。他們繼續閱讀和寫作，及款待珀西·雪萊的朋友諸如托马斯·杰斐逊·霍格和作家托马斯·洛·皮科克。有時珀西·雪萊會短暫離家以躲避債主追討，從他們的信件中得知兩人分離的痛苦。
在瑪莉懷孕和生病期间，帕西与妻子哈莉特·雪萊的儿子出生，面对帕西此时愉快的心情，以及他与克萊爾的频繁外出，她将霍格的探访当成某种程度上的安慰，她由最初对他的反感转而视他为挚友。珀西似乎希望他們發展成為戀人，而信奉自由戀愛的瑪莉亦沒有反對此建議。尽管如此，事實上她似乎一直愛著珀西·雪萊且沒有與霍格進一步發展戀情的念頭。1815年2月22日，她誕下早產兩個月的女嬰，如預料般夭折。3月6日，她寫給霍格：
「親愛的霍格，我的孩子死去了－你可以尽快趕來看我嗎。我希望見到你－一切在临睡之前看上去都很好－我晚上醒來喂她，當時孩子睡得那么安静我唤不醒她。其實那時候她已经死了，但我們直到早上才發現。從外表上看她是死於痉挛－你會來嗎－你是个冷靜的人，而雪萊則事事害怕。此刻我不再是一个母親了。」
瑪莉對孩子抱有憧憬，但女兒夭折使瑪莉極度傷心，在夏天她再度懷孕並得到了恢复。珀西·雪萊的祖父比希·雪萊爵士去世後，他的財政狀況得到改善。他們在托奎度假，然後在溫莎大公園旁租下一棟兩層別墅。由於无法再找回瑪莉的日記，人們對於他們在1815-1816年的生活認知不多。她寫了一首詩阿拉斯托耳（Alastor），然後在1816年1月24日，她誕下了第二名孩子，取名威廉，是以她父親的名字命名的，暱稱Willmouse。後來她在小說最後的人中，把溫莎大公園想像為伊甸園。

### 日內瓦湖與科學怪人

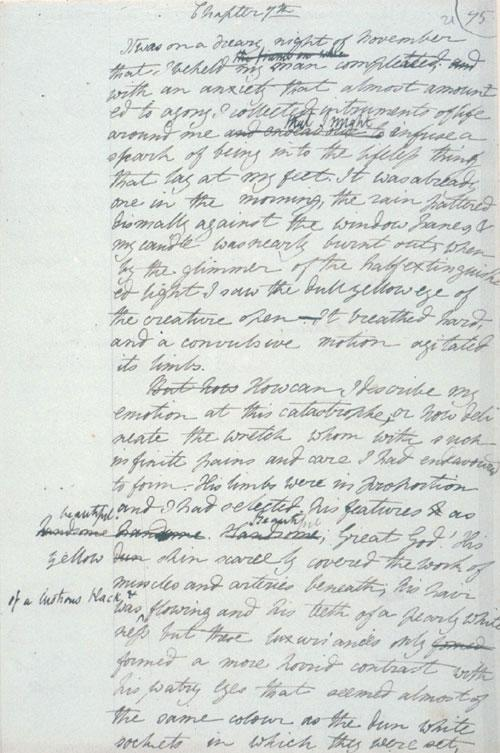
科學怪人手犒

1816年5月，她們兩人與兒子及克萊爾·克萊蒙前往日內瓦旅遊。他們打算與拜倫勛爵一起度過夏天－克萊爾身懷拜倫勛爵的骨肉。他們於5月14日到達日內瓦，當時瑪莉自稱為「雪萊太太」。5月25日拜倫與他年輕醫師約翰·威廉·波里道利加入他們，並在日內瓦湖附近的科洛尼租下一棟房子。雪萊一伙則在濱水區租下一棟較小的別墅。他們以寫作，遊湖及暢談至深夜來打發時間。
“那是一个潮湿，难熬的夏天。”玛丽·雪莱在1831年回忆道，“接二连三的雨常把我们整日困在房间里。”闲谈之中，谈话转向18世纪的自然哲学家及诗人伊拉斯谟·达尔文，他曾经提到过，将已死但新鲜的机体组织施以电击，使一具尸体或组装起来的身体部位重获生命的可行性：
“我看到这渎神技艺的信徒脸色苍白的跪在他放在一起的东西边。我看到那如梦魇般的景象，一个男人探身而起，随后，伴着那些动力设备的工作，显现了生的迹象，混合着僵硬、半生半死的运动。这当然很可怕，因为再没有什么比人类试图以创造发明，嘲讽并仿效造物主的伟大规则更恐怖。”
她开始动笔时认为这将是一个小故事。在帕西·雪莱的鼓励下，她拓展了这个故事使它成为了她的第一部小说，《弗兰肯斯坦：或现代的普罗米修斯》，于1818年出版。她后来描述在瑞士的那个夏天，是“我第一次走出童年进入生活”的时刻。这篇小说被数次改编并成为多部电影的原型。
2011年9月，天文学家唐纳德·奥尔森（Donald Orson）于前年参观日内瓦湖别墅后，研究月亮与星星运动的数据，总结称她的白日梦发生在1816年6月16日“凌晨2点到3点间”，与拜伦勋爵起初提出两人各写一篇鬼故事想法之日相隔数天。

### 创作科学怪人
故事由雪萊和丈夫合寫，不過珀西對這部小說的貢獻程度，多年來一直受到記者和評論家爭論。1818年、1823年和1831年版存在差別，瑪麗·雪萊寫道：“我確實沒有虧欠過對一個故事的提議，對我的丈夫也沒有缺乏一列火車般的情感，但只是因為他的煽動，情感在向世人呈現時就不是這副模樣了。”她寫道，“據我所能回想起的”，第一版的前言是珀西的作品。詹姆斯·里格（James Rieger）總結，珀西“在本書製作過程中沒一點的幫助都非常的寬泛，人們很難想明白他是讀者還是次要合作者”。而安妮·K·梅勒（Anne K. Mellor）後來認為珀西只“做了許多技術上的勘誤，多次澄清文本的敘述和主題延續性。”《科學怪人》手稿传真版编辑查爾斯·E·羅賓遜（Charles E. Robinson）表示，珀西對書的貢獻“不過是大多數出版商編者找到了新的（或舊的）作者，或者說，事實上是同行們通讀彼此的作品后想出來的”。

### 巴斯和马洛
夫婦兩人9月返回英格蘭，和在附近住宿的克萊爾·克萊爾蒙特（Clarie Clairmont）搬到巴斯，希望保守克萊爾懷孕的秘密。在科洛尼，瑪麗·古德溫收到同母異父的姐姐范尼·伊姆利寄來的兩封信，暗示她“活得不高興”。10月9日，范尼從布里斯托爾寄來一封“令人震驚的信”，珀西·雪萊跑去找她，但沒有結果。10月10日早上，范尼·伊姆利被人發現死在斯旺西一家客棧的房間內，身旁有一封遺書和鸦片酊瓶子。12月9日，珀西的妻子哈莉特（Harriet）在倫敦海德公園九曲湖跳湖溺水身亡。兩起自殺事件都被掩蓋了。哈莉特家人阻礙了珀西·雪萊在瑪麗·古德溫支持下所做出的努力，由哈莉特承擔他兩個孩子的監護權。律師建議他結婚解決案件，所以他和再度懷孕的瑪麗於1816年12月30日在倫敦麵包街圣米尔德教堂大婚。古德溫先生和夫人都到場，這場婚姻修補了家族的裂痕。

### 发表作品
1. 小说《科学怪人》
2. 《普罗瑟派恩（戏剧）》

## 外部連結
- Mary Shelley的作品  - 古騰堡計劃
- 互联网档案馆中玛丽·雪莱的作品或与之相关的作品
- 網路推理小說資料庫上的玛丽·雪莱
- 來自玛丽·雪莱的LibriVox公共領域有聲讀物
- . 英国国家档案馆.
- 玛丽·雪莱在互联网电影资料库（IMDb）上的資料（英文）